# Котинга-помпадур
Котинга-помпадур (лат. Xipholena punicea) — вид воробьиных птиц из семейства котинговых.
Длина тела 19,5 см, крыло длиной 13 см, хвост 7,8 см. Вес тела 63-65 г. Самец этого вида сверху тёмно-красный, крылья белые, клюв жёлтый. Самка невзрачная, коричневая.
Распространены в тропической зоне в северной части Южной Америки — в Гвиане, Венесуэле, Колумбии, Эквадоре и Бразилии севернее бассейна Амазонки. Многочисленные в лесах различного типа, в горы поднимаются до высоты 1500 м. Строят небольшие гнезда чашеобразной формы в развилках ветвей. Откладывают только одно яйцо, поскольку такие маленькие гнёзда не вмещают более одного птенца.

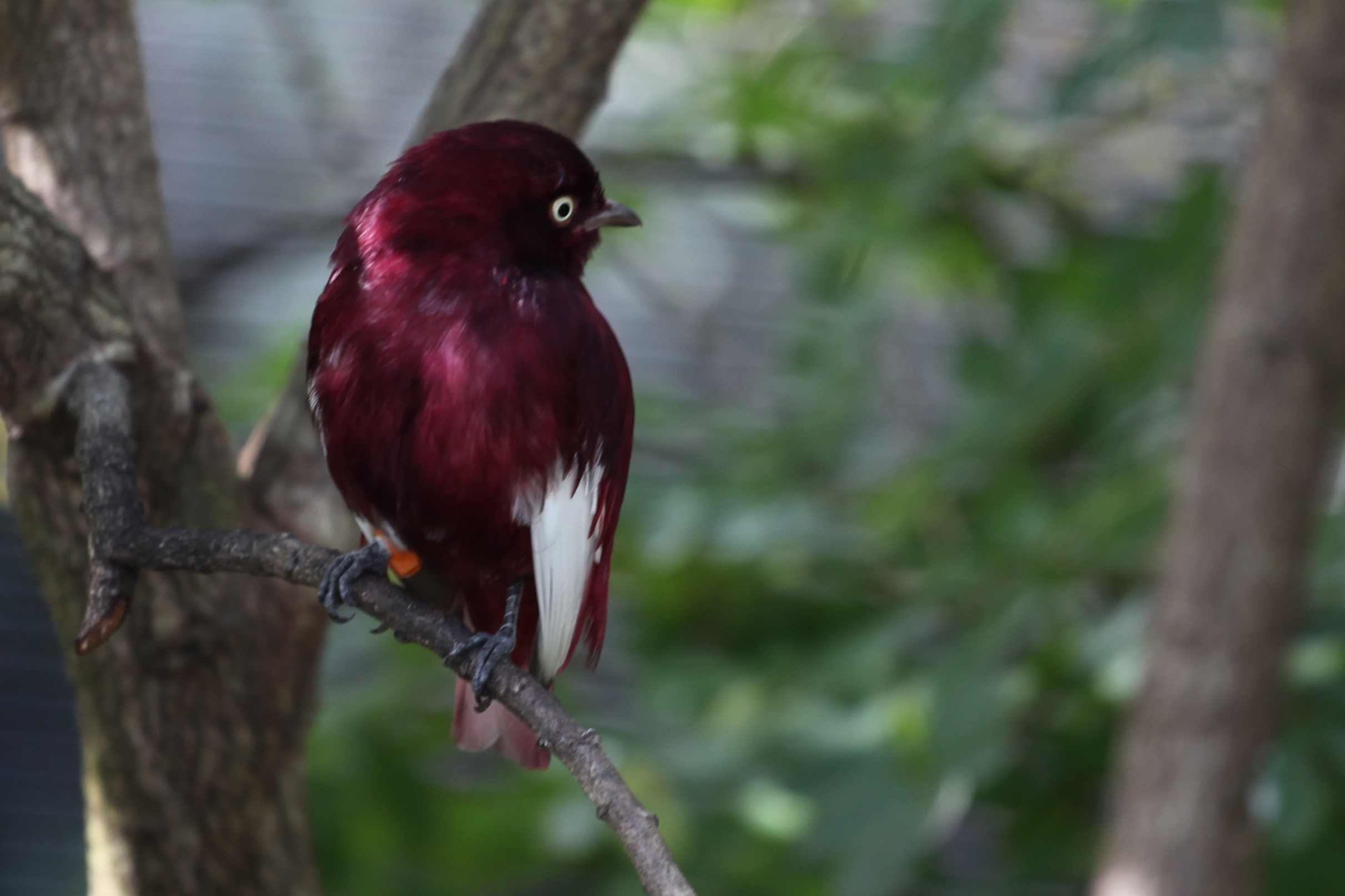
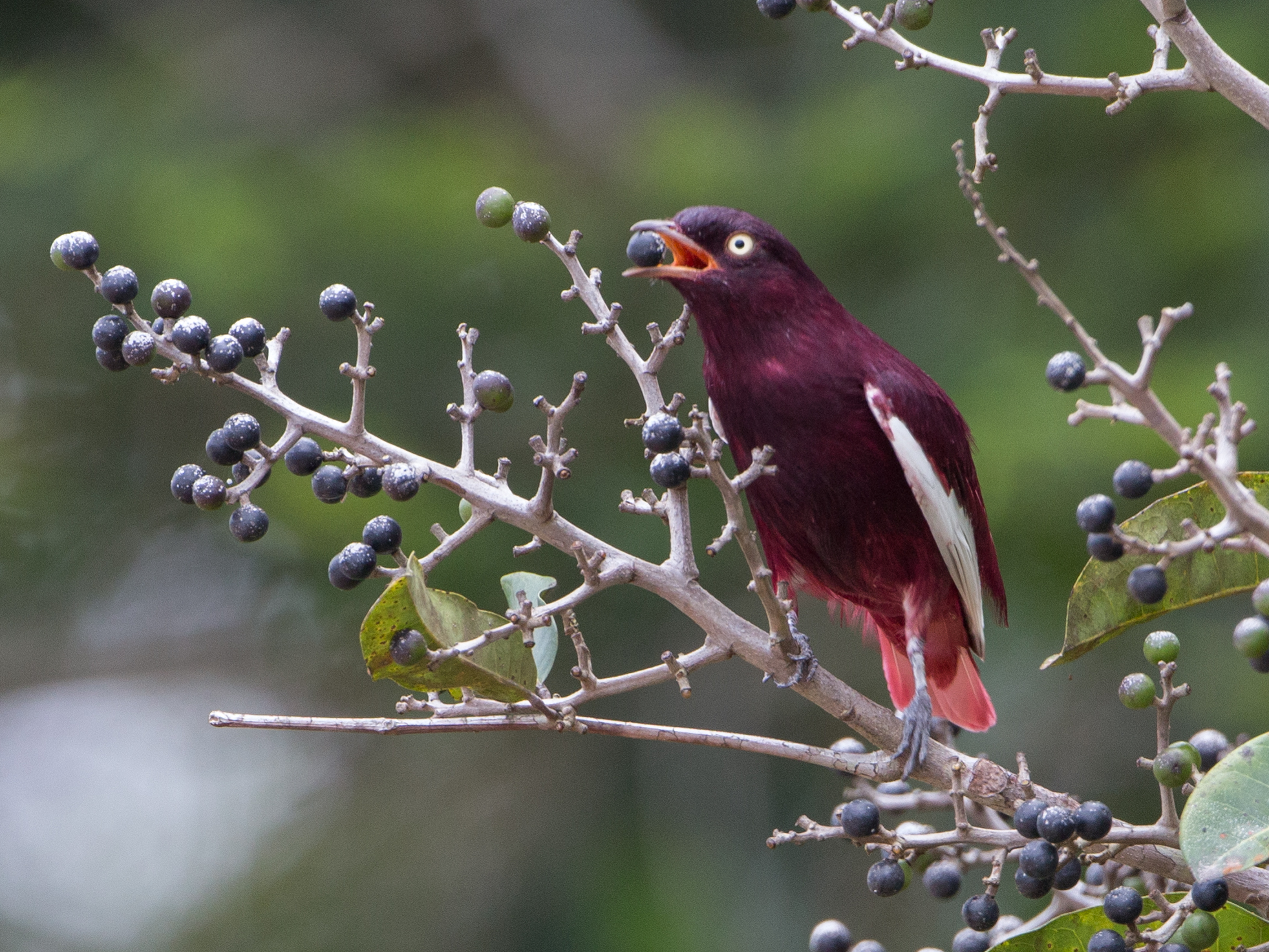